# Dean Sewell
Dean Sewell (Kingston, 1972. április 13. –) jamaicai válogatott labdarúgó.
A jamaicai válogatott tagjaként részt vett az 1993-as CONCACAF-aranykupán és az 1998-as világbajnokságon.